# The Lady of Shalott
The Lady of Shalott è un poemetto romantico scritto dal poeta inglese Alfred Tennyson. Come altri poemi iniziali dell'autore - Sir Lancelot and Queen Guinevere e Galahad - questo rielabora il soggetto arturiano basato su fonti medievali e introduce alcuni temi che si realizzeranno con maggiore compiutezza in Idilli del re dove viene raccontata la leggenda di Elaine.

## Descrizione
Il poemetto, del quale Tennyson scrisse due versioni, una nel 1833, composta di venti strofe, e una nel 1842 di diciannove strofe, è basato sulla novella No. LXXXII de Il Novellino: Le ciento novelle antike, testo risalente al tredicesimo secolo. La novella è intitolata La Damigella di Scalot, ed è a sua volta ispirata ad una storia del ciclo arturiano che ha come protagonista Elaine di Astolat, nobildonna che si innamora di Lancillotto, ma che muore di dolore non potendo essere corrisposta. La storia ha anche ispirato un episodio de Le Morte d'Arthur di Thomas Malory. Tennyson conosceva entrambi i testi. La seconda versione del poemetto si distacca notevolmente dalla novella duecentesca in quanto la nobildonna sceglie, benché troppo tardi, di recarsi a Camelot e di rischiare la partecipazione al mondo esterno, piuttosto che rimanere isolata nella sua torre, due elementi del tutto assenti dalla fonte originaria.
La donna del poemetto di Tennyson vive in una torre sull'isola di Shalott, in un fiume vicino a Camelot. La giovane si convince di essere vittima di una maledizione, di essere destinata a morire non appena avrà guardato verso Camelot. Così vede il mondo esterno solo attraverso uno specchio distorto, e tesse ciò che vede su una tela magica. Sebbene sia tentata dall'osservare la vita reale che c'è fuori dalla sua finestra, teme che se lo facesse andrebbe incontro alla fine della propria vita. Un giorno, tuttavia, vedendo Lancillotto attraverso il suo specchio, capisce di essere tremendamente stanca della sua esistenza, destinata com'è a guardare il mondo solamente attraverso ombre e riflessi.
From underneath his helmet flow'd

His coal-black curls as on he rode,

As he rode down to Camelot.

From the bank and from the river

He flashed into the crystal mirror,

"Tirra lirra," by the river

Sang Sir Lancelot.»
Da sotto il suo elmo fluirono

I suoi riccioli neri come carbone mentre cavalcava,

Mentre cavalcava verso Camelot.

Dalla riva e dal fiume

Comparve nello specchio di cristallo,

"Tirra lirra", presso il fiume

Cantava Sir Lancillotto.»
La Dama di Shalott soccombe così alla tentazione e guarda direttamente fuori mentre Lancillotto cavalca sotto la torre cantando, e i suoi occhi si appoggiano su Camelot.
The mirror crack'd from side to side;

"The curse is come upon me", cried

The Lady of Shalott.»
Lo specchio si crepò da lato a lato;

"La maledizione è giunta su di me", urlò

La Dama di Shalott»
A questo punto lascia la torre, trova una barca sopra la quale scrive il suo nome, e si lascia trasportare verso Camelot lungo il fiume, cantando una canzone triste e spegnendosi cantando. Arriva raggelata dalla morte, e tra i cavalieri e le dame che la vedono c'è Lancillotto:
And in the lighted palace near

Died the sound of royal cheer;

And they crossed themselves for fear,

All the Knights at Camelot;

But Lancelot mused a little space

He said, "She has a lovely face;

God in his mercy lend her grace,

The Lady of Shalott."»
E nel vicino palazzo illuminato

Si spense il suono degli applausi regali;

E si segnarono tutti, per paura,

Tutti i cavalieri di Camelot;

Ma Lancillotto rifletté per un attimo-

Disse: "Costei ha un viso grazioso;

Dio nella sua misericordia le conceda la grazia,

La Dama di Shalott."»
"In un senso più generale, è facile dire che il fascino preraffaellita riguardo al ciclo arturiano è rintracciabile fino al lavoro di Tennyson" (Zanzucchi). Il biografo di Tennyson Leonèe Ormonde riscontra che il materiale arturiano è "introdotto come un valido substrato per lo studio dell'artista e dei pericoli dell'isolamento personale".
Qualcuno considera The Lady of Shalott un'opera rappresentativa del dilemma che si presenta ad artisti, scrittori e musicisti: Creare un lavoro sul mondo e per celebrare il mondo, oppure godere del mondo semplicemente vivendolo.

## Trasposizioni pittoriche

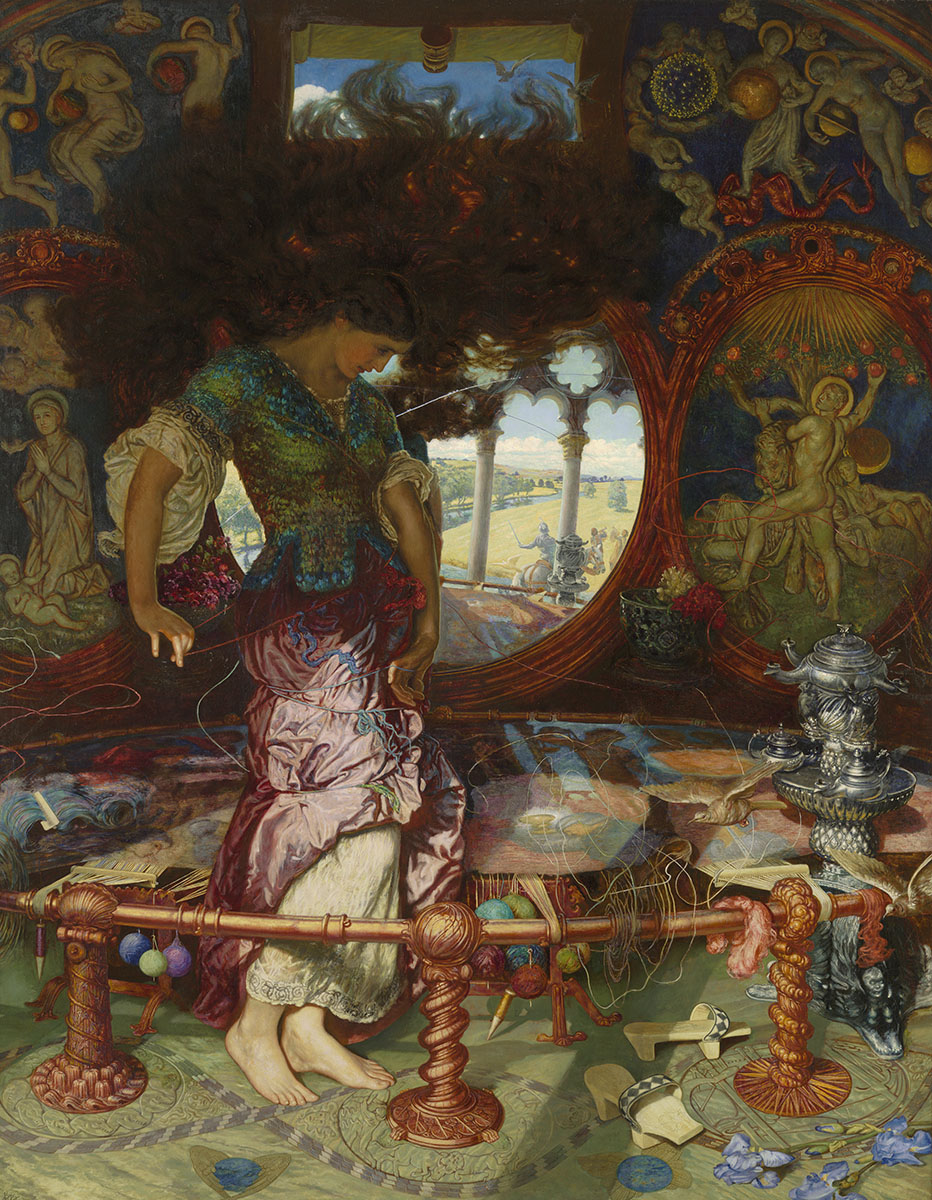
The Lady of Shalott di William Holman Hunt

La storia della Dama di Shalott era particolarmente popolare tra gli artisti del movimento preraffaellita, che condividevano gli interessi di Tennyson nei confronti del ciclo arturiano; molti esponenti della pittura preraffaellita produssero dipinti basati su episodi del poemetto. L'edizione Moxon del 1857 dei lavori di Tennyson fu illustrata da William Holman Hunt e Dante Gabriel Rossetti. Hunt raffigurò il momento in cui la Dama si volta a guardare Lancillotto. Rossetti rappresentò la contemplazione di Lancillotto del suo "viso grazioso". 
Nessuna delle illustrazioni piacque a Tennyson, che criticò Hunt per aver raffigurato la Dama aggrovigliata dai fili della sua tela, un passaggio che non era descritto nel poemetto. Hunt spiegò che voleva riassumere l'intero poemetto in una singola immagine, e che l'essere intrappolata dai fili suggeriva l'idea del bizzarro destino che aveva colpito la donna. La scena affascinò Hunt, che ritornò alla composizione in momenti diversi della sua vita, fino a dipingerne una versione in ampia scala poco prima della sua morte. Questa evocazione, accuratamente concepita, della Dama intrappolata 
all'interno dei cerchi perfetti della sua realtà femminile, è un'illustrazione rappresentativa della mitologia dell'arte della tessitura.
Nel 1888 il poemetto ispirò John William Waterhouse a dipingere la Dama di Shalott alla deriva nella sua imbarcazione funebre. Egli dipinse anche una variante della composizione di Hunt.
Un'altra rappresentazione pittorica è stata data da John Atkinson Grimshaw nel 1875.

## Trasposizioni musicali
Il compositore inglese Cyril Rootham ha creato la prima versione musicale di questa poesia nel 1909, per mezzosoprano solista, coro e orchestra.
Nel 1958, Arthur Bliss composto una suite di balletto dal titolo "The Lady of Shalott" .
Esiste una trasposizione musicale di questo celebre poemetto musicato dalla cantautrice canadese Loreena McKennitt, contenuto nel suo album The Visit (1991). 
La cantautrice americana Emilie Autumn ha scritto un brano ispirato proprio a questo poemetto, contenuto nel suo album Opheliac. 
Le prime cinque canzoni dell'album di debutto della metal band olandese Autumn, When Lust Evokes The Curse, seguono un filo narrativo continuo incentrato sulla Signora di Shalott.
La power metal band italiana Domine ha dedicato un pezzo alla dama di Shalott nel quinto disco Ancient Spirit Rising. 
Nel 1977 l'israeliana progressive rock band Atmosphera ha intitolato un album "Lady of Shalott".

## Trasposizioni cinematografiche
- The Lady of Shalott, regia di C.J. Williams (1915)[2]